# Непреклонните (филм, 2010)
Вижте пояснителната страница за други значения на Непреклонните.
„Непреклонните“ (на английски: True Grit) е американски уестърн филм от 2010 г. на братя Коен. Това е втората адаптация на романа от 1968 г. на Чарлс Портис след едноименния филм с Джон Уейн от 1969 г. Героят на Мат Деймън -Лабийф е Тексаски рейнджър.

## Актьорски състав
| Актьор          | Роля                  |
| --------------- | --------------------- |
| Джеф Бриджис    | Рубен Когбърн         |
| Мат Деймън      | Лабийф                |
| Джош Бролин     | Том Чейни             |
| Бари Пепър      | Нед Пепър             |
| Хейли Стайнфелд | Мати Рос              |
| Донал Глийсън   | Муун (Хлапето)        |
| Елизабет Марвъл | 40-годишната Мати Рос |

## Награди и номинации
| Категория                              | Номиниран(и)                          | Резултат                    |
| Оскар (27 февруари 2011 г.)            | Оскар (27 февруари 2011 г.)           | Оскар (27 февруари 2011 г.) |
| -------------------------------------- | ------------------------------------- | --------------------------- |
| Най-добър филм                         | Най-добър филм                        | номинация                   |
| Най-добри декори                       | Най-добри декори                      | номинация                   |
| Най-добри костюми                      | Най-добри костюми                     | номинация                   |
| Най-добър звук                         | Най-добър звук                        | номинация                   |
| Най-добър звуков монтаж                | Най-добър звуков монтаж               | номинация                   |
| Най-добър режисьор                     | братя Коен                            | номинация                   |
| Най-добър адаптиран сценарий           | братя Коен                            | номинация                   |
| Най-добра кинематография               | Роджър Дийкинс                        | номинация                   |
| Най-добра мъжка роля                   | Джеф Бриджис                          | номинация                   |
| Най-поддържаща женска роля             | Хейли Стайнфелд                       | номинация                   |
| Награда на БАФТА (13 февруари 2011 г.) |                                       |                             |
| Най-добра кинематография               | Роджър Дийкинс                        | награда                     |
| Най-добър филм                         | Най-добър филм                        | номинация                   |
| Най-добри декори                       | Най-добри декори                      | номинация                   |
| Най-добри костюми                      | Най-добри костюми                     | номинация                   |
| Най-добър звук                         | Най-добър звук                        | номинация                   |
| Най-добър адаптиран сценарий           | братя Коен                            | номинация                   |
| Най-добър актьор в главна роля         | Джеф Бриджис                          | номинация                   |
| Най-добра актриса в главна роля        | Хейли Стайнфелд                       | номинация                   |
| Сатурн (23 юни 2011 г.)                |                                       |                             |
| Най-добър екшън или приключенски филм  | Най-добър екшън или приключенски филм | номинация                   |
| Най-добър млад актьор                  | Хейли Стайнфелд                       | номинация                   |
| Емпайър (25 март 2012 г.)              |                                       |                             |
| Най-добър женски дебют                 | Хейли Стайнфелд                       | номинация                   |